# 豆列当属
豆列当属（学名：Mannagettaea）是列当科下的一个属，为寄生、矮小草本植物。该属共有3种，分布于西伯利亚东部及中国西部。